# Campionato italiano di calcio da tavolo 1996
Il ventiduesimo campionato italiano di calcio da tavolo venne organizzano dalla F.I.S.C.T. a Bergamo nel 1996.
Sono stati assegnati 4 titoli:
- Open
- Under19
- Under15
- Femminile

## Medagliere
| Pos. | Regione               |   |   |   | Totale |
| ---- | --------------------- | - | - | - | ------ |
| 1    | Friuli-Venezia Giulia | 3 | 1 | 2 | 6      |
| 2    | Toscana               | 1 | 0 | 0 | 1      |
| 3    | Lombardia             | 0 | 2 | 3 | 5      |
| 4    | Lazio                 | 0 | 1 | 0 | 1      |
| 5    | Piemonte              | 0 | 0 | 2 | 2      |
| 6    | Veneto                | 0 | 0 | 1 | 1      |

## Risultati

### Categoria Open

#### Girone A
- Morgan Croce - Gianluca Galeazzi 3-4
- Salvatore Galiero - David Lazzari 3-0
- Morgan Croce - Salvatore Galiero 4-3
- Gianluca Galeazzi - David Lazzari 1-2
- Salvatore Galiero - Gianluca Galeazzi 5-4
- David Lazzari - Morgan Croce 1-3

#### Girone B
- Brian Benvenuto - Andrea Casentini 1-0
- Stefano Scagni - Yari Intra 1-1
- Brian Benvenuto - Stefano Scagni 0-0
- Andrea Casentini - Yari Intra 4-1
- Stefano Scagni - Andrea Casentini 1-1
- Yari Intra - Brian Benvenuto 0-2

#### Girone C
- Roberto Rocchi - Paolo Cuccu 1-0
- Emanuele Cattani - Ignazio Monte 1-1
- Eric Benvenuto - Emanuele Cattani 3-3
- Paolo Cuccu - Ignazio Monte 2-2
- Eric Benvenuto - Paolo Cuccu 3-0
- Eric Benvenuto - Ignazio Monte 3-0
- Roberto Rocchi - Emanuele Cattani 3-1
- Eric Benvenuto - Roberto Rocchi 3-1
- Emanuele Cattani - Paolo Cuccu 3-3

#### Girone D
- Giancarlo Giulianini - Michele Furlani 5-0
- Vittorio Cianchella - Stefano De Francesco 3-1
- Roberto Iacovich - Vittorio Cianchella 5-4
- Michele Furlani - Stefano De Francesco 0-5
- Roberto Iacovich - Michele Furlani 5-0
- Giancarlo Giulianini - Stefano De Francesco 2-0
- Roberto Iacovich - Stefano De Francesco 1-1
- Giancarlo Giulianini - Vittorio Cianchella 3-0
- Roberto Iacovich - Giancarlo Giulianini 1-1
- Vittorio Cianchella - Michele Furlani 6-1

#### Quarti di finale
- Morgan Croce - Andrea Casentini 2-3
- Giancarlo Giulianini - Roberto Rocchi 1-2
- Eric Benvenuto - Roberto Iacovich 2-1
- Brian Benvenuto - Salvatore Galiero 0-2

#### Semifinali
- Andrea Casentini - Roberto Rocchi 3-2
- Eric Benvenuto - Salvatore Galiero 4-3

#### Finale
- Eric Benvenuto - Andrea Casentini 1-0

### Categoria Under20

#### Girone A
- Alex Cavallaro - Simone Bertelli 1-4
- Alex Cavallaro - Lorenzo Pinto 0-6
- Simone Bertelli - Lorenzo Pinto 3-0

#### Girone B
- Massimiliano Pelle - Matteo Morelli 4-1
- Massimiliano Pelle - Sebastiano Marin 0-1
- Matteo Morelli - Sebastiano Marin 2-0

#### Girone C
- Stefano Fontana - M. Agostinetto 6-1
- Matteo Suffritti - Efrem Intra 1-2
- Stefano Fontana - Matteo Suffritti 2-2
- M. Agostinetto - Efrem Intra 0-2
- Matteo Suffritti - M. Agostinetto 8-1
- Efrem Intra - Stefano Fontana 3-2

#### Quarti di finale
- Efrem Intra - Stefano Fontana 2-1
- Matteo Morelli - Lorenzo Pinto 0-3
- Simone Bertelli - Matteo Suffritti 6-2
- Massimiliano Pelle - Sebastiano Marin 2-1

#### Semifinali
- Simone Bertelli - Massimiliano Pelle 6-0
- Efrem Intra - Lorenzo Pinto 1-2

#### Finale
- Simone Bertelli - Lorenzo Pinto 1-0

### Categoria Under16

#### Girone A
- D. Visani - Daniele Della Monaca 1-2
- D. Visani - Bruno Mazzeo 0-3
- Daniele Della Monaca -Bruno Mazzeo 0-3

#### Girone B
- D. Chiapolino - Alex Orlando 2-1
- D. Chiapolino - F. Chiapolino 0-1
- Alex Orlando - F. Chiapolino 3-2

#### Girone C
- Marco Deli - L. Paties 1-1
- Marco Deli - Filippo Vitali 3-4
- L. Paties - Filippo Vitali 4-2

#### Girone D
- Marco Brunelli - Riccardo Cammarota 4-1
- Marco Brunelli - M. Bonventi	9-1
- Riccardo Cammarota - M. Bonventi	3-1

#### Quarti di Finale
- Bruno Mazzeo - F. Chiapolino 1-2
- Marco Brunelli - Filippo Vitali 2-3
- Alex Orlando - Daniele Della Monaca 2-0
- L. Paties - Riccardo Cammarota 2-1

#### Semifinali
- F. Chiapolino - Filippo Vitali 2-6
- L. Paties - Alex Orlando 2-3

#### Finale
- Filippo Vitali - Alex Orlando 1-1* d.c.p.

### Categoria Femminile

#### Girone Unico
- Paola Bonalumi - Elena Intra 0-2
- Nadia Calcina - Deborah Depaula 0-0
- Paola Bonalumi - Nadia Calcina 0-0
- Elena Intra - Deborah Depaula 4-0
- Nadia Calcina - Elena Intra 0-2
- Deborah Depaula - Paola Bonalumi 0-0

#### Semifinali
- Elena Intra - Paola Bonalumi 3-0
- Nadia Calcina - Deborah Depaula 2-0

#### Finale
- Nadia Calcina - Elena Intra 0*-0 d.c.p.